# Bourbonnella
Bourbonnella es un género extinto de peces actinopterigios prehistóricos. Fue descrito por Heyler en 1969.
Vivió en los Estados Unidos (Nuevo México, Utah).